# Thalerastria ochrizona
Thalerastria ochrizona är en fjärilsart som beskrevs av George Francis Hampson 1910. Thalerastria ochrizona ingår i släktet Thalerastria och familjen nattflyn. Inga underarter finns listade i Catalogue of Life.